# Gare de Langhus
La gare de Langhus est une gare ferroviaire norvégienne de la ligne d'Østfold, située sur le territoire de la commune de Ski dans le comté d'Akershus.
Mise en service en 1919, c'est une gare de la Norges Statsbaner (NSB). Elle est distante de 20,77 km d'Oslo. 

## Situation ferroviaire
La gare de Langhus est située sur la ligne d'Østfold, entre les gares de Vevelstad et de Ski.

## Service des voyageurs

### Accueil
C'est une halte ferroviaire sans personnel, mais disposant d'un automate, d'un abri, pour les voyageurs, sur chacun des deux quais ].

### Desserte
Langhus est desservie par des trains locaux en direction de Skøyen et de Ski.
Skøyen-Nationaltheatret-Oslo-Nordstrand-Ljan-Hauketo-Holmlia-Rosenholm-Kolbotn-Solbråtan-Myrvoll-Greverud-Oppegård-Vevelstad-Langhus-Ski

### Intermodalités
Un parking, de 51 places, pour les véhicules et un parc à vélo y sont aménagés. Un arrêt de bus est situé à proximité de la gare.